# 18.ª etapa do Tour de France de 2022
A 18.ª etapa do Tour de France de 2022 teve lugar a 21 de julho de 2022 entre Lourdes e Hautacam sobre um percurso de 143,2 km. O vencedor foi o dinamarquês Jonas Vingegaard do Jumbo-Visma, quem aumentou sua distância na liderança com respeito a seu mais imediato perseguidor, Tadej Pogačar, sendo esta de 3:26.

## Classificação da etapa
| Lourdes - Hautacam | alta montanha | (143,2 km) |

| \| Classificação por etapas \| Classificação por etapas \| Classificação por etapas \| Classificação por etapas \| Classificação por etapas \| \| Ciclista \| Ciclista \| Equipe \| Tempo \| \| \| ------------------------ \| ------------------------ \| ------------------------ \| ------------------------ \| ------------------------ \| \| 1. \| Jonas Vingegaard \| Jumbo-Visma \| 3h59m50s \| \| \| 2. \| Tadej Pogačar \| UAE Team Emirates \| + 1m04s \| \| \| 3. \| Wout van Aert \| Jumbo-Visma \| + 2m10s \| \| \| 4. \| Geraint Thomas \| Ineos Grenadiers \| + 2m54s \| \| \| 5. \| David Gaudu \| Groupama-FDJ \| + 2m58s \| \| \| 6. \| Alexey Lutsenko \| Astana Qazaqstan Team \| + 3m09s \| \| \| 7. \| Daniel Felipe Martínez \| Ineos Grenadiers \| + 3m09s \| \| \| 8. \| Sepp Kuss \| Jumbo-Visma \| + 3m27s \| \| \| 9. \| Aleksandr Vlasov \| Bora-Hansgrohe \| + 4m04s \| \| \| 10. \| Thibaut Pinot \| Groupama-FDJ \| + 4m09s \| \| |                        |                       |          |
| |                        |                       |          |
| Fonte: ProCyclingStats |                        |                       |          |
| Classificação por etapas |                        |                       |          |
| Ciclista | Ciclista               | Equipe                | Tempo    |
| 1. | Jonas Vingegaard       | Jumbo-Visma           | 3h59m50s |
| 2. | Tadej Pogačar          | UAE Team Emirates     | + 1m04s  |
| 3. | Wout van Aert          | Jumbo-Visma           | + 2m10s  |
| 4. | Geraint Thomas         | Ineos Grenadiers      | + 2m54s  |
| 5. | David Gaudu            | Groupama-FDJ          | + 2m58s  |
| 6. | Alexey Lutsenko        | Astana Qazaqstan Team | + 3m09s  |
| 7. | Daniel Felipe Martínez | Ineos Grenadiers      | + 3m09s  |
| 8. | Sepp Kuss              | Jumbo-Visma           | + 3m27s  |
| 9. | Aleksandr Vlasov       | Bora-Hansgrohe        | + 4m04s  |
| 10. | Thibaut Pinot          | Groupama-FDJ          | + 4m09s  |

## Classificações ao final da etapa

### Classificação geral(Maillot Jaune)
| \| Classificação geral \| Classificação geral \| Classificação geral \| Classificação geral \| Classificação geral \| \| Ciclista \| Ciclista \| Equipe \| Tempo \| \| \| ------------------- \| ------------------- \| ---------------------------------- \| ------------------- \| ------------------- \| \| 1. \| Jonas Vingegaard \| Jumbo-Visma \| 71h53m34s \| \| \| 2. \| Tadej Pogačar \| UAE Team Emirates \| + 3m26s \| \| \| 3. \| Geraint Thomas \| Ineos Grenadiers \| + 8m00s \| \| \| 4. \| David Gaudu \| Groupama-FDJ \| + 11m05s \| \| \| 5. \| Nairo Quintana \| Arkéa-Samsic \| + 13m35s \| \| \| 6. \| Louis Meintjes \| Intermarché-Wanty-Gobert Matériaux \| + 13m43s \| \| \| 7. \| Aleksandr Vlasov \| Bora-Hansgrohe \| + 14m10s \| \| \| 8. \| Romain Bardet \| Team DSM \| + 16m11s \| \| \| 9. \| Alexey Lutsenko \| Astana Qazaqstan Team \| + 20m09s \| \| \| 10. \| Adam Yates \| Ineos Grenadiers \| + 20m17s \| \| |                  |                                    |           |
| |                  |                                    |           |
| Fonte: ProCyclingStats |                  |                                    |           |
| Classificação geral |                  |                                    |           |
| Ciclista | Ciclista         | Equipe                             | Tempo     |
| 1. | Jonas Vingegaard | Jumbo-Visma                        | 71h53m34s |
| 2. | Tadej Pogačar    | UAE Team Emirates                  | + 3m26s   |
| 3. | Geraint Thomas   | Ineos Grenadiers                   | + 8m00s   |
| 4. | David Gaudu      | Groupama-FDJ                       | + 11m05s  |
| 5. | Nairo Quintana   | Arkéa-Samsic                       | + 13m35s  |
| 6. | Louis Meintjes   | Intermarché-Wanty-Gobert Matériaux | + 13m43s  |
| 7. | Aleksandr Vlasov | Bora-Hansgrohe                     | + 14m10s  |
| 8. | Romain Bardet    | Team DSM                           | + 16m11s  |
| 9. | Alexey Lutsenko  | Astana Qazaqstan Team              | + 20m09s  |
| 10. | Adam Yates       | Ineos Grenadiers                   | + 20m17s  |

### Classificação por pontos(Maillot Vert)
| Classificação por pontos | Classificação por pontos | Classificação por pontos | Classificação por pontos | Classificação por pontos |
| Ciclista                 | Ciclista                 | Equipe                   | Pontos                   |                          |
| ------------------------ | ------------------------ | ------------------------ | ------------------------ | ------------------------ |
| 1.                       | Wout van Aert            | Jumbo-Visma              | 451 pts                  |                          |
| 2.                       | Tadej Pogačar            | UAE Team Emirates        | 219 pts                  |                          |
| 3.                       | Jasper Philipsen         | Alpecin-Deceuninck       | 196 pts                  |                          |
| 4.                       | Mads Pedersen            | Trek-Segafredo           | 158 pts                  |                          |
| 5.                       | Fabio Jakobsen           | Quick-Step Alpha Vinyl   | 155 pts                  |                          |
| 6.                       | Jonas Vingegaard         | Jumbo-Visma              | 135 pts                  |                          |
| 7.                       | Michael Matthews         | BikeExchange-Jayco       | 133 pts                  |                          |
| 8.                       | Christophe Laporte       | Jumbo-Visma              | 121 pts                  |                          |
| 9.                       | Peter Sagan              | TotalEnergies            | 104 pts                  |                          |
| 10.                      | Fred Wright              | Bahrain Victorious       | 83 pts                   |                          |

### Classificação da montanha(Maillot à Pois Rouges)
| Classificação da montanha | Classificação da montanha | Classificação da montanha          | Classificação da montanha | Classificação da montanha |
| Ciclista                  | Ciclista                  | Equipe                             | Pontos                    |                           |
| ------------------------- | ------------------------- | ---------------------------------- | ------------------------- | ------------------------- |
| 1.                        | Jonas Vingegaard          | Jumbo-Visma                        | 72 pts                    |                           |
| 2.                        | Simon Geschke             | Cofidis                            | 64 pts                    |                           |
| 3.                        | Giulio Ciccone            | Trek-Segafredo                     | 61 pts                    |                           |
| 4.                        | Tadej Pogačar             | UAE Team Emirates                  | 61 pts                    |                           |
| 5.                        | Wout van Aert             | Jumbo-Visma                        | 59 pts                    |                           |
| 6.                        | Thibaut Pinot             | Groupama-FDJ                       | 52 pts                    |                           |
| 7.                        | Louis Meintjes            | Intermarché-Wanty-Gobert Matériaux | 39 pts                    |                           |
| 8.                        | Neilson Powless           | EF Education-EasyPost              | 37 pts                    |                           |
| 9.                        | Pierre Latour             | TotalEnergies                      | 35 pts                    |                           |
| 10.                       | Geraint Thomas            | Ineos Grenadiers                   | 32 pts                    |                           |

### Classificação do melhor jovem(Maillot Blanc)
| Classificação dos jovens | Classificação dos jovens | Classificação dos jovens           | Classificação dos jovens | Classificação dos jovens |
| Ciclista                 | Ciclista                 | Equipe                             | Tempo                    |                          |
| ------------------------ | ------------------------ | ---------------------------------- | ------------------------ | ------------------------ |
| 1.                       | Tadej Pogačar            | UAE Team Emirates                  | 71h57m00s                |                          |
| 2.                       | Thomas Pidcock           | Ineos Grenadiers                   | + 49m34s                 |                          |
| 3.                       | Brandon McNulty          | UAE Team Emirates                  | + 1h20m14s               |                          |
| 4.                       | Matteo Jorgenson         | Movistar Team                      | + 1h27m56s               |                          |
| 5.                       | Andreas Leknessund       | Team DSM                           | + 1h49m54s               |                          |
| 6.                       | Michael Storer           | Groupama-FDJ                       | + 2h07m30s               |                          |
| 7.                       | Georg Zimmermann         | Intermarché-Wanty-Gobert Matériaux | + 2h28m12s               |                          |
| 8.                       | Kevin Geniets            | Groupama-FDJ                       | + 2h39m13s               |                          |
| 9.                       | Fred Wright              | Bahrain Victorious                 | + 3h00m20s               |                          |
| 10.                      | Quinn Simmons            | Trek-Segafredo                     | + 3h11m08s               |                          |

### Classificação por equipas(Classement par Équipe)
| Classificação por equipes | Classificação por equipes | Classificação por equipes | Classificação por equipes |
| Equipe                    | Equipe                    | Tempo                     |                           |
| ------------------------- | ------------------------- | ------------------------- | ------------------------- |
| 1.                        | Ineos Grenadiers          | 216h02m48s                |                           |
| 2.                        | Groupama-FDJ              | + 32m57s                  |                           |
| 3.                        | Jumbo-Visma               | + 41m41s                  |                           |
| 4.                        | Bora-Hansgrohe            | + 1h44m59s                |                           |
| 5.                        | Movistar Team             | + 2h00m27s                |                           |
| 6.                        | UAE Team Emirates         | + 2h06m55s                |                           |
| 7.                        | Bahrain Victorious        | + 2h53m30s                |                           |
| 8.                        | Team DSM                  | + 3h17m25s                |                           |
| 9.                        | Israel-Premier Tech       | + 3h46m19s                |                           |
| 10.                       | Arkéa-Samsic              | + 3h49m30s                |                           |

## Abandonos
Imanol Erviti, Damiano Caruso e Chris Froome não tomaram a saída depois de ter dado positivo em COVID-19.